# Club Atlético Rosario Central
O Club Atlético Rosario Central é um clube argentino de futebol localizado na cidade de Rosário, província de Santa Fé. Fundado em 24 de dezembro de 1889. Conta, em sua história, com quatro Campeonatos Argentinos, 7 Copas Nacionais, e um título internacional: a Copa CONMEBOL de 1995, competição precursora da atual Copa Sul-Americana. Seu maior rival é o Newell's Old Boys, com quem disputa o Clássico Rosarino, um dos confrontos de maior rivalidade da Argentina e da América do Sul. Suas cores são azul e amarelo e disputa as suas partidas em estádio próprio, para cerca de 47.000 pessoas. Ao lado do Newell's Old Boys, do Estudiantes de La Plata, do Vélez Sarsfield e do Huracán, o Rosario Central pleiteia ser considerado o “sexto grande” do futebol argentino. Até o 2024, os Canalhas são o clube do interior do país com mais títulos oficiais conquistados na história, com 12 em total.

## História
O Rosario Central é um dos clubes mais antigos da Argentina, fundado no ano de 1889. É um dos clubes mais tradicionais do país.

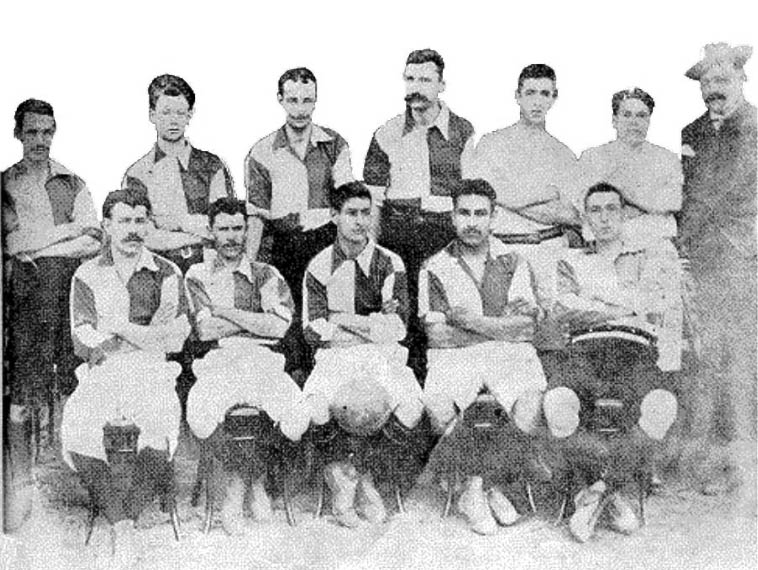
Rosario Central no ano 1903.

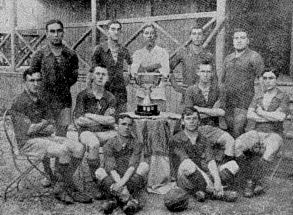
Equipe do Rosario Central na temporada 1915-1916.

### Origem do apelido
Certa vez, um hospital da cidade de Rosário, interior da Argentina, organizou uma campanha para arrecadar fundos para combater a lepra e convidou os dois grandes clubes da cidade - Rosario Central e Newell's Old Boys - para participar. O Newell's concordou em participar, mas o Central não. Desde esse dia, os jogadores e torcedores do Newell's são chamados de "leprosos", enquanto os do Central são chamados de canallas ("canalha, ruim").

### Liga Rosarina de Futebol (1905-1930)
Em 30 de março de 1905, foi instituída a "Liga Rosarina de Futebol". O objetivo principal era organizar um torneio e isso foi conseguido graças a um troféu doado pelo prefeito de Rosário, Santiago Pinasco. Então, em sua homenagem, a competição foi chamada de "Copa Santiago Pinasco". O torneio começou em 21 de maio daquele ano e foi ganho pelo Newell's Old Boys duas rodadas antes do final.
Em 1907, tendo em conta o aumento que tinha tomado o futebol, a Liga Rosarina decidiu criar uma segunda divisão. A Copa Santiago Pinasco passa a ser o troféu da segunda divisão, e é criada a "Copa Nicasio Vila", que seria entregue ao vencedor da nova primeira divisão. Esta copa foi nomeada em homenagem ao novo prefeito da cidade, Nicasio Vila.
O primeiro título oficial do Rosario Central foi logrado em 1908. Assim, o Central repetiu esta coroação em mais 12 oportunidades, somando um total de 13 títulos entre 1907 e 1930, sendo o clube rosarino mais vencedor do torneio citadino.

#### Copas nacionais oficiais
Além do torneio da Primeira Divisão de Liga Rosarina, os clubes de Rosario participavam das copas oficiais organizadas pela A.F.A. a nível nacional. Assim, o Rosario Central venceu a Copa Competéncia da Federação Argentina de Futebol em 1913, o Campeonato Argentino, Copa Dr. Carlos Ibarguren em 1915, a Copa de Honor em 1916, a Copa da Competência Jockey Club nesse mesmo ano, e a Copa da Competência em 1920.
Em 2018, o Rosario Central venceu a Copa Argentina desse ano, ganhando do Juventud Antoniana, Talleres de Córdoba, Almagro, o clássico Newells (nas quartas de final), Temperley, e vencendo o Gimnasia La Plata na final da copa.
Até 2024, os canalhas são o clube do interior do país com mais títulos oficiais ganhados na história, com 12 no total.

### Associação Rosarina de Futebol (1931-1938)
Em 1931, o futebol argentino sofre uma grande transformação. Os jogadores passam do amadorismo para o profissionalismo e começam a receber salários por seu trabalho como jogadores de futebol. Assim, em Rosario criou-se a nova "Associação Rosarina de Futebol" para organizar os primeiros campeonatos profissionais.
O campeonato da primeira divisão de Rosário seria chamado de "Torneio Governador Luciano Molinas" em homenagem ao então governador da Província de Santa Fé, Luciano Molinas, e substituiria á Copa Nicásio Vila. Simultaneamente, a Copa Santiago Pinasco permanece como o campeonato da segunda divisão. O clube ganhou o título citadino profissional em 2 oportunidades, vencendo em 1937 e 1938. Assim mesmo, o Central também ganhou neste período duas copas locais oficiais: o Torneio Preparação de 1936, e o Torneio Ivancich de 1937.

### Associação de Futebol Argentino (1939-presente)
Em 1938, o Rosario Central procurou incorporar-se aos torneios nacionais da Argentina, passando a fazer parte da Asociación del Fútbol Argentino (AFA) ("Associação Argentina de Futebol"). Em 19 de março de 1939, o Central disputou sua primeira partida na "Primera División Argentina".
Até 2024, o Rosario Central foi campeão argentino da Primera División em 4 oportunidades: 1971 (sendo o primeiro time do interior do país em alcançar esse logro), 1973, 1980, e 1987. O clube está entre os 10 mais tradicionais no futebol argentino, junto a outros grandes clubes, como o River Plate, Boca Juniors, Club Atlético Independiente, Racing Club, San Lorenzo de Almagro, Vélez Sarsfield, Estudiantes de La Plata e seu maior rival Newell's Old Boys.

#### Campeão da Conmebol
Em 1995, o Rosario Central chegou nas finais da Copa Conmebol, competição precursora da atual Copa Sul-Americana. A decisão seria realizada em dois jogos, tendo como adversário o Clube Atlético Mineiro. No primeiro jogo, no Estádio Mineirão, o clube argentino esteve irreconhecível, e acabou por perder a partida pelo placar de 4 x 0. Entretanto, quando tudo parecia perdido, o Rosario devolveu a goleada pelo mesmo placar no Gigante de Arroyito, levando a decisão para a disputa por pênaltis. Por uma pressão extra campo, o título ficou na Argentina em uma virada histórica, é o principal título conquistado pelo clube, em toda sua história, foi o primeiro clube do interior da Argentina a conquistar um título internacional.

## Torcida

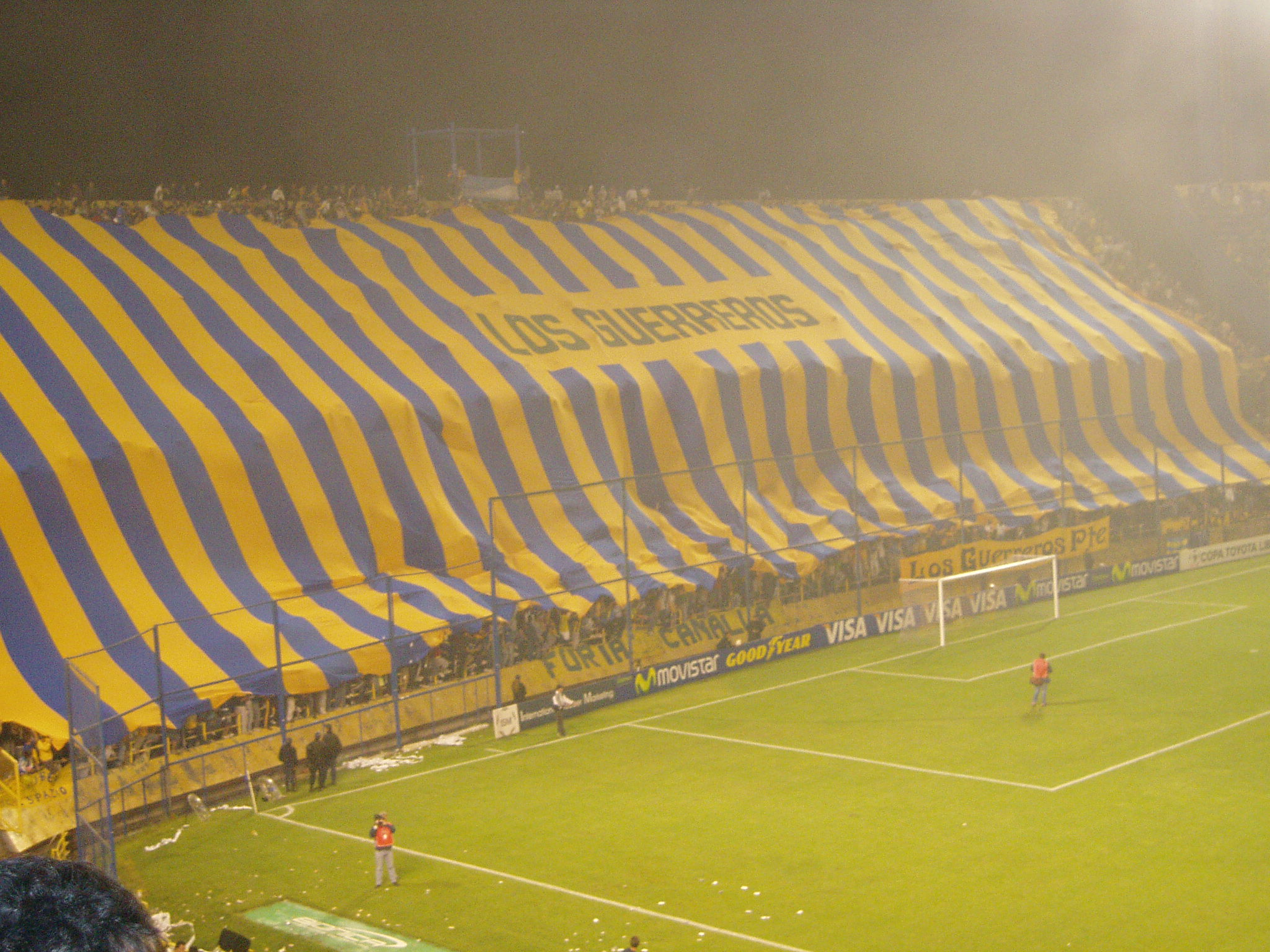
Torcedores do Central recebendo a equipe no Estádio Gigante de Arroyito.

É considerada uma das maiores, mais fiéis e vibrantes torcidas do futebol argentino, sendo a maior torcida do interior da Argentina. Mas também possui uma das barra-bravas mais violentas do país, conhecida como Los Guerreros (Os Guerreiros).
Segundo uma pesquisa nacional feita em abril de 2006 pela Consultora Equis, o Rosario Central é o 6° clube com maior torcida na Argentina. Outra pesquisa da mesma empresa feita entre setembro e outubro de 2009 determinou que o clube segue sendo o sexto nas preferências futebolísticas dos torcedores argentinos.
Em nível local, segundo uma pesquisa realizada em outubro de 2005 pela Consultora Ipsos, revela que o Central é o clube mais popular na cidade de Rosário, tendo 46% da preferência entre os torcedores da cidade, sendo o maior rival Newell's Old Boys, o segundo colocado com 25 pontos atrás do Central, logo atrás vem o Boca Juniors e o River Plate, com 18% e 10%, respectivamente.

## Estádio

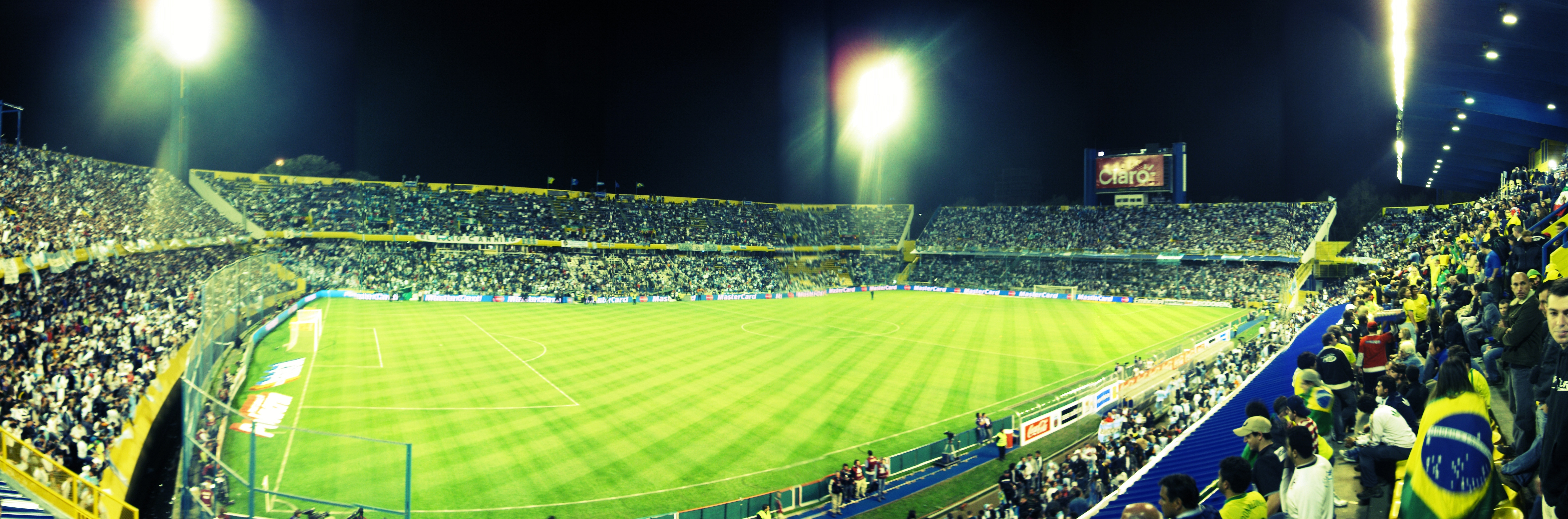
Estádio Gigante de Arroyito em 2009.

Seu estádio é o Gigante de Arroyito para 47 000 espectadores. Foi sede da Copa do Mundo de 1978, e da Copa América de 1987, sendo um dos maiores e  históricos estádios da argentina, por grandes jogos de seleções e de clubes, e disputas da Libertadores, Copa Conmebol, Copa Mercosul, Copa Sul-Americana e do Campeonato Argentino.

## Uniformes

### Uniformes atuais
- 1º - Camisa listrada em azul e amarelo, calção e meias azuis;
- 2º - Camisa amarela, calção e meias amarelas.

| Primeiro | Segundo |

### Uniformes anteriores
- 2019

| Primeiro | Segundo | Terceiro | Quarto |

- 2018

| Primeiro | Segundo |

- 2017

| Primeiro | Segundo |

- 2016

| Primeiro | Segundo |

- 2015

| Primeiro | Segundo |

- 2013-14

| Primeiro | Segundo |

- 2012-13

| Primeiro | Segundo | Terceiro |

- 2011-12

| Primeiro | Segundo | Terceiro |

- 2009-11

| Primeiro | Segundo |

- 2008-09

| Primeiro | Segundo |

## Elenco atual
Última atualização: 3 de julho de 2025.

## Rivalidade
O Clássico Rosarino é o enfrentamento dos dois principais times da cidade de Rosário, situada na Província de Santa Fé, na Argentina, envolvendo o Club Atlético Rosario Central (Los canallas) e o Newell's Old Boys (Los leprosos), equipes que se confrontam desde 18 de junho de 1905, quando o Newell's venceu o Central por 1 a 0.
Também possui imensas rivalidades com as equipes do Colón e do Unión, ambos da cidade de Santa Fé, capital da Província de Santa Fé, cidade esta que disputa com Rosário a hegemonia política e econômica sobre a província. Também tem como rivais o River Plate, o Boca Juniors, o Club Atlético Independiente, o Racing Club e o San Lorenzo de Almagro.

### História do Clássico Rosarino
Central x Newell's é o maior clássico da cidade de Rosário, província de Santa Fé, localizada na Argentina, sendo este o maior clássico argentino fora da Grande Buenos Aires (que inclui Avellaneda, entre outras cidades). Na primeira divisão do futebol argentino, estes clubes se confrontam desde 18 de junho de 1939, quando houve um empate em 1 a 1 .
Segundo pesquisa do instituto Entrepreneur para a revista El Gráfico número 4.118 de 11 de setembro de 1998, o Rosário Central tem a sexta maior torcida da Argentina, com 3,2% da torcida no país (o que equivale a 1.107.000 torcedores) e o Newell's a oitava, com 2,2% (761.000 torcedores).
Até o ano de 2024, o Newell's tem seis títulos do campeonato argentino, três copas nacionais oficiais e dois vice-campeonatos da Copa Libertadores da América. O Rosario Central tem quatro títulos argentinos, sete copas nacionais oficiais, um título da Copa Conmebol (precursora da atual Copa Sul-Americana), e um vice-campeonato dessa mesma copa. Além disso, o Central foi semifinalista da Copa Libertadores nos anos 1975 e 2001.
Os dois rivais se confrontam habitualmente no estádio Gigante de Arroyito, pertencente ao Central, com capacidade para 47.000 espectadores, e no estádio Coloso del Parque, do Newell's, que tem capacidade para 38.000 espectadores. 

### Estatística
- Atualizado em 16 de fevereiro de 2025

#### Estatísticas totais desde a era amadora até o presente (1905-2025)
Contando os clássicos desde o início da era amadora em Rosário (1905-1938) até a atualidade, os números são os seguintes:
| Estatísticas                  |                                                                            |
| Número de partidas            | 279                                                                        |
| Vitórias do Rosário Central   | 97                                                                         |
| Vitórias do Newell's Old Boys | 77                                                                         |
| Empates                       | 103 (dois jogos foram dados por perdidos a as dúas equipes por incidentes) |

#### Torneios oficiais de Liga da Primeira Divisao daAFAa partir de1939
- Número de partidas: 177[23]
- Vitórias do Central: 55
- Vitórias do Newell's: 43
- Empates: 79 (dois jogos foram dados por perdidos às duas equipes)[24]
- Número de gols do Central: 199
- Número de gols do Newell's: 177
- Maiores goleadas do Central: 4 a 0 em 1964 e 1997
- Maiores goleadas do Newell's: 5 a 0 em 1941 e 4 a 0 em 1991
- Maior goleador do Central: Edgardo Bauza, 9 gols
- Maior goleador do Newell's: Santamaría, 9 gols

## Títulos
| CONTINENTAIS | CONTINENTAIS                                           | CONTINENTAIS | CONTINENTAIS |
|              | Competição                                             | Títulos      | Temporadas |
| ------------ | ------------------------------------------------------ | ------------ | --- |
|              | Copa CONMEBOL                                          | 1            | 1995 |
| NACIONAIS    |                                                        |              | |
|              | Competição                                             | Títulos      | Temporadas |
|              | Campeonato Argentino                                   | 4            | 1971, 1973, 1980 e 1987 |
|              | Copa da Liga Argentina                                 | 1            | 2023 |
|              | Copa da Argentina                                      | 1            | 2018 |
|              | Outras Copas Nacionais Oficiais de Primeira Divisão    | 5            | 1913 Copa de Competencia La Nación 1915 Copa Dr. Carlos Ibarguren 1916 Copa de Honor 1916 Copa de Competencia JC 1920 Copa de Competencia de la Asociación Amateurs |
|              | Campeonato Argentino - 2ª Divisão                      | 4            | 1942, 1952, 1985 e 2013 |
| REGIONAIS    |                                                        |              | |
|              | Competição                                             | Títulos      | Temporadas |
|              | Federaçao Santafesina de Fútebol                       | 1            | Taça Santa Fe 2017 |
|              | Liga e Asociaçao Rosarina de Fútebol                   | 15           | 1908, 1913 (Federación Rosarina), 1914, 1915, 1916, 1917, 1919, 1920 (Asoc. Amateurs), 1921 (Asoc. Amateurs), 1923, 1927, 1928, 1930, 1937, 1938                    |
|              | Copas oficiais da Liga e Asociaçao Rosarina de Fútebol | 7            | (Copa Damas de Caridad) 1910, 1914, 1915 e 1916, (Copa Estímulo) 1922, (Torneo Preparación) 1936, (Torneo Ivancich) 1937                                            |
|              | TOTAL:                                                 | 39           | 1 Continental, 15 Nacionais e 23 Regionais |

 Campeão Invicto

## Fatos históricos
- Primeiro clube do interior da Argentina a ser finalista (1970) e campeão nacional (1971) na era profissional do futebol argentino.
- Primeiro clube do interior da Argentina a disputar a Copa Libertadores da América, em 1971.
- Primeiro clube do interior da Argentina a conquistar uma competição internacional oficial: a Copa Conmebol, em 1995.

## Futebol de areia
O Rosario Central é um dos clubes que praticam o futebol de areia na Argentina. Ele está localizado nas margens do rio Paraná, em Rosario, província de Santa Fe. Ele é o atual campeão da 1ª Rosarina Beach Soccer League (ARF), apoiado pela AFA e proprietário da 1ª Vara oficial aprovado o país.
Em 2016, a Conmebol decidiu realizar a primeira edição da Copa Libertadores da América. Foi jogado na Praia do Gonzaga, Santos (Brasil) e sua data de início estava previsto para dezembro, mas teve que ser executado em janeiro em 2017 devido ao acidente envolvendo o avião da Chapecoense. O Athletic Club Rosario Central conseguiu a posição de representar a Argentina e não decepcionou. Medindo contra rivais importantes e hierarquia, ele obteve o vice-campeão da América, caindo na final contra o Vasco da Gama, um dos melhores times do mundo.
O clube foi convidado a participar do Mundialito de Clubes de 2017 em Vargem Grande Paulista, localizado em São Paulo, Brasil. A equipe ficou na última colocação do seu grupo, mas venceu na disputa do 7º lugar contra o Sporting de Portugal por 5 a 4 nos três tempos.

### Títulos
| Intercontinentais | Intercontinentais                      | Intercontinentais | Intercontinentais |
|                   | Competição                             | Títulos           | Temporadas        |
| ----------------- | -------------------------------------- | ----------------- | ----------------- |
|                   | Quadrangular Internacional de Campeões | 1                 | 2016              |
|                   | Copa do Desafio Internacional          | 1                 | 2015              |
| Continentais      |                                        |                   |                   |
|                   | Competição                             | Títulos           | Temporadas        |
|                   | Copa Río Uruguay                       | 1                 | 2017              |
|                   | Taça do Rio Uruguai                    | 2                 | 2015 e 2016       |
| Nacionais         |                                        |                   |                   |
|                   | Competição                             | Títulos           | Temporadas        |
|                   | Rosarina Beach Soccer League (ARF)     | 1                 | 2018              |

 Campeão Invicto

### Outros títulos
- Campeão da Cidade de Fraybentos Cup (Fraybentos - Uruguai, 2015)

### Campanhas de destaque
| Continentais | Continentais                 | Continentais | Continentais |
|              | Competição                   | Vice-campeão | Temporadas   |
| ------------ | ---------------------------- | ------------ | ------------ |
|              | Copa Libertadores da América | 1            | 2016         |